# El Jardí dels Ocells

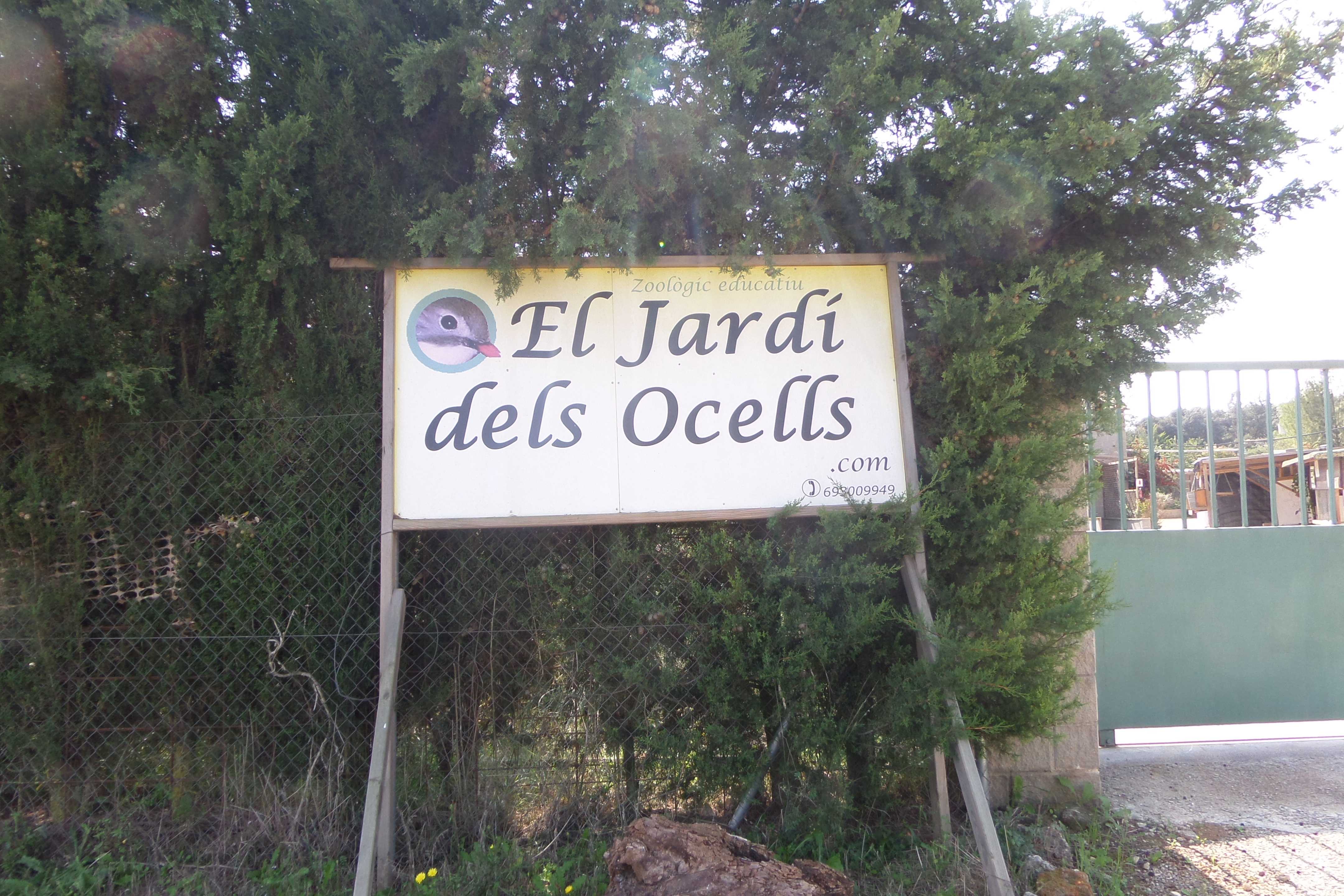
Naambordje van El Jardí dels Ocells dicht bij de ingang van het vogelpark

El Jardí dels Ocells (Catalaans voor De vogeltuin, Spaans: El Jardín de los Pajaros) is een klein vogelpark dicht bij de plaats Vilafranca del Penedès in Catalonië, Spanje. Het vogelpark ligt op ongeveer 60 kilometer afstand van Barcelona en Tarragona, ongeveer halverwege een van de wegen tussen deze steden.
Het Catalaanse woord voor vogels, ocells, dat deel uitmaakt van de naam van het park, lijkt meer op het Franse woord oiseaux dan op het corresponderende Spaanse woord pajaros.
El Jardí dels Ocells is een klein Brits familiebedrijf dat zich richt op het bijbrengen van liefde voor de natuur in het algemeen en vogels in het bijzonder. Daarnaast neemt het deel aan broedprogramma's voor diverse vogelsoorten. Het vogelpark specialiseert zich in kleine vogelsoorten, zoals kleine zangvogels, waarvan er enkele honderden in het park aanwezig zijn.

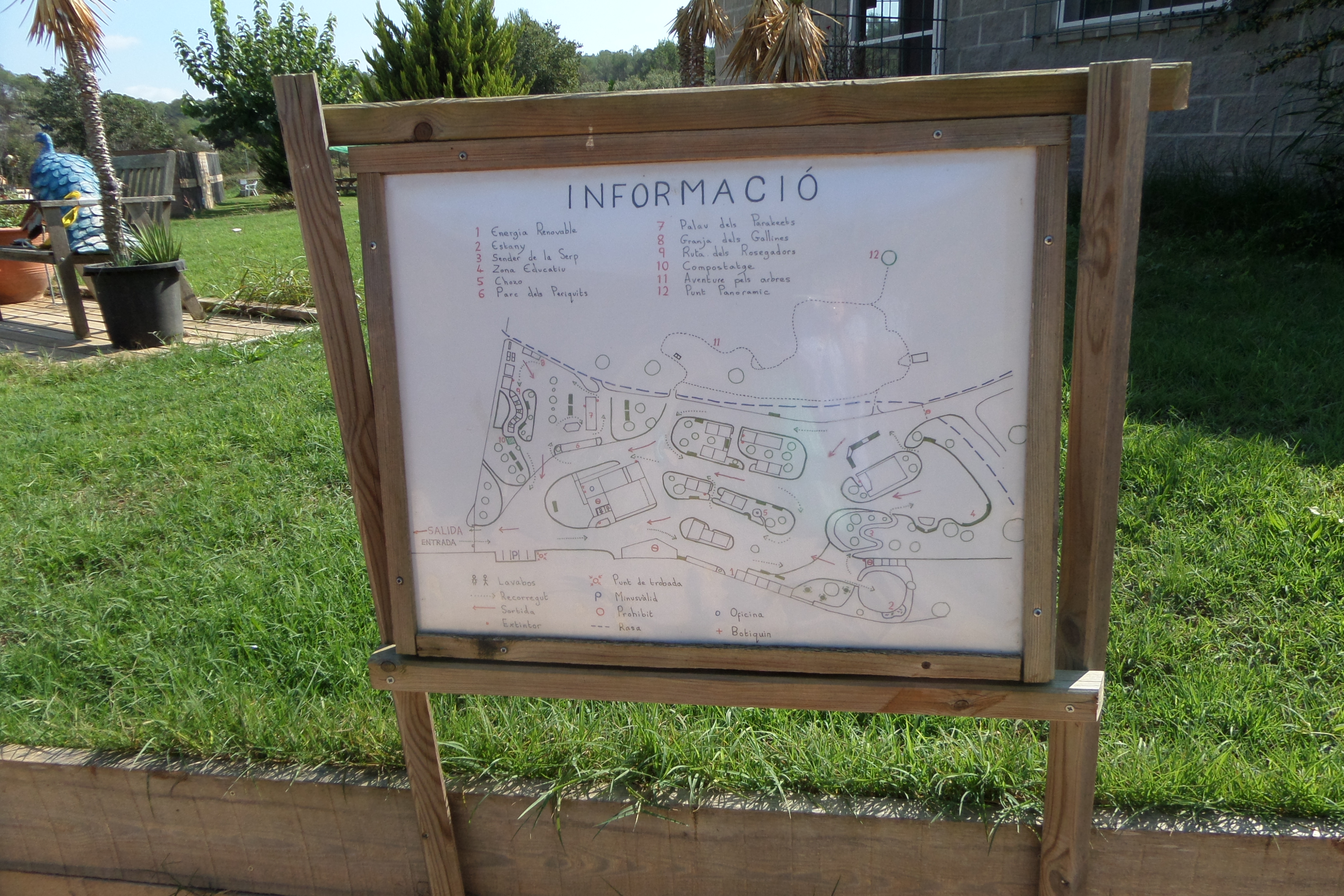
Plattegrond in het vogelpark

Het park bevindt zich te midden van de wijngaarden rond Vilafranca de Penedès en is in 2012 aangelegd op het terrein van een voormalige wijngaard. Er is voor gezorgd dat er veel ruimte is tussen de vogelkooien en bij de kooien staan bankjes, waarop men zittend de vogels kan observeren. Op bezoekers kunnen de kooien enigszins rommelig overkomen, doordat ernaar gestreefd wordt zoveel mogelijk de natuurlijke habitat van de vogels na te bootsen.